# Psydrax montana
Psydrax montana är en måreväxtart som först beskrevs av George Henry Kendrick Thwaites, och fick sitt nu gällande namn av Colin Ernest Ridsdale. Psydrax montana ingår i släktet Psydrax och familjen måreväxter. IUCN kategoriserar arten globalt som sårbar.
Artens utbredningsområde är Sri Lanka. Inga underarter finns listade i Catalogue of Life.